# Peltephilidae
I peltefilidi (Peltephilidae) sono una piccola famiglia di mammiferi sdentati, conosciuta esclusivamente allo stato fossile. I loro resti si rinvengono in strati dell'Oligocene e del Miocene (tra 30 e 15 milioni di anni fa) in Sudamerica.

## Storia delle scoperte
I primi fossili di peltefilidi sono stati scoperti nel 1880 dal paleontologo argentino Carlos Ameghino nel corso di ricerche condotte su strati risalenti al Miocene della Formazione di Santa Cruz, in Argentina. Gli affioramenti erano già stati visitati nel 1882 da Francisco Moreno, che aveva menzionato la scoperta di resti di cingolati fossili.
Il materiale scoperto da Carlos Ameghino fu in seguito descritto dal fratello maggiore Florentino, che divenne uno dei più prolifici e importanti paleontologi sudamericani del XIX secolo. 
Florentino assegnò la denominazione di 11 specie di armadilli fossili in base ai ritrovamenti del fratello Carlos, tra cui anche una nuova specie cui assegnò che chiamò Peltephilus. I fossili erano in genere molto frammentari, spesso costituiti solo da scaglie di osteodermi che egli riteneva appartenenti a dasypodidi. Ad altri resti di osteodermi, ritrovati nel corso di successive spedizioni di Carlos, fu assegnato il nome Peltephilus ferox. Dalle osservazioni su alcune peculiarità del cranio, tre anni più tardi venne creata la famiglia Peltephilidae.
Dei sei generi di peltefilidi noti, quattro vennero denominati da Ameghino tra il 1887 e il 1904. Dopo la morte di Ameghino, vennero denominati i generi Parapeltecoelus nel 1938, e Ronwolffia nel 2017, entrambi noti per osteodermi e materiale cranico.

## Armadilli con le corna
Strettamente imparentati con gli armadilli, i peltefilidi dovevano avere un corpo piuttosto simile a quello dell'odierno clamidoforo (Chlamyphorus), ma erano decisamente più grandi. La loro particolarità risiedeva nel cranio, fornito stranamente di due grandi corna poste in avanti sul muso; un altro paio di corna, forse, era presente sulla punta del naso. A cosa servissero queste strutture non è chiaro. I denti dei peltefilidi, al contrario di quelli della maggior parte degli sdentati, erano piuttosto robusti; in particolare gli incisivi erano forti e a forma di scalpello, e alcuni paleontologi hanno ipotizzato che servissero all'animale per cibarsi di carne. I generi più noti sono Peltephilus ed Epipeltephilus.